# Лудница Аркам (комикс)
„Лудница Аркам“ (на английски: Arkham Asylum: A Serious House on Serious Earth) е американски комикс, написан от Грант Морисън и илюстриран от Дейв Маккийн, издаден през 1989 г. от Ди Си Комикс.
Историята проследява бдителния Батман, който е призован да потуши влудяващ бунт, протичащ в „Аркам“, психиатрична болница, приютяваща най-опасните суперзлодеи в Готъм. Вътре Батман се изправя срещу много от своята трайна галерия от мошеници като Жокера, Двуликия и Крок. Докато Батман навлиза по-дълбоко, той открива произхода на това как е създадено убежището, историята на неговия основател Амадеус Аркам и свръхестествената и психологическа мистерия, която преследва лудницата.
След излизането си графичният роман печели комерсиално и широко одобрение от критиката и се смята от мнозина за една от най-великите истории за Батман на всички времена и едно от най-добрите произведения в кариерата на Грант Морисън. Разказът на Морисън и артистичният стил на Дейв Маккийн са описани като по-зрял, уникален, психологически ориентиран и ориентиран към възприемане на мита за Батман и отличителните черти от други конвенционални творби за супергерои. Графичният роман по-късно се превръща в окончателната история на лудница „Аркам“, критична част от мита за Батман. Приветстваната от критиката видеоигра с подобно заглавие Батман: Лудница Аркам, първата игра от поредицата, е частично повлияна от графичния роман.

## Сюжет
На 1 април (Деня на шегата) пациентите на убежището, наречено лудница „Аркам“, поемат контрола над него и водени от Жокера вземат заложници, заплашвайки ги, че ще ги убият, ако Батман не остане сред тях за една нощ. Той приема, макар и с недоверие, и навлиза в царството на лудостта. Батман трябва да се изправи пред ужасяващо нахлуване през институцията, историята на нейното създаване и нейния основател, Амадеус Аркам, и собствените си демони; започва да се съмнява дали наистина е нормален, или също толкова психологически нестабилен, колкото останалите затворници.

## В България
Комиксът е издаден в България през 2024 г. от Артлайн Студиос в превод на Здравко Генов, като част от изданието Жокера: Омнибус, съдържащ още четири истории.